# Porto San Giorgio

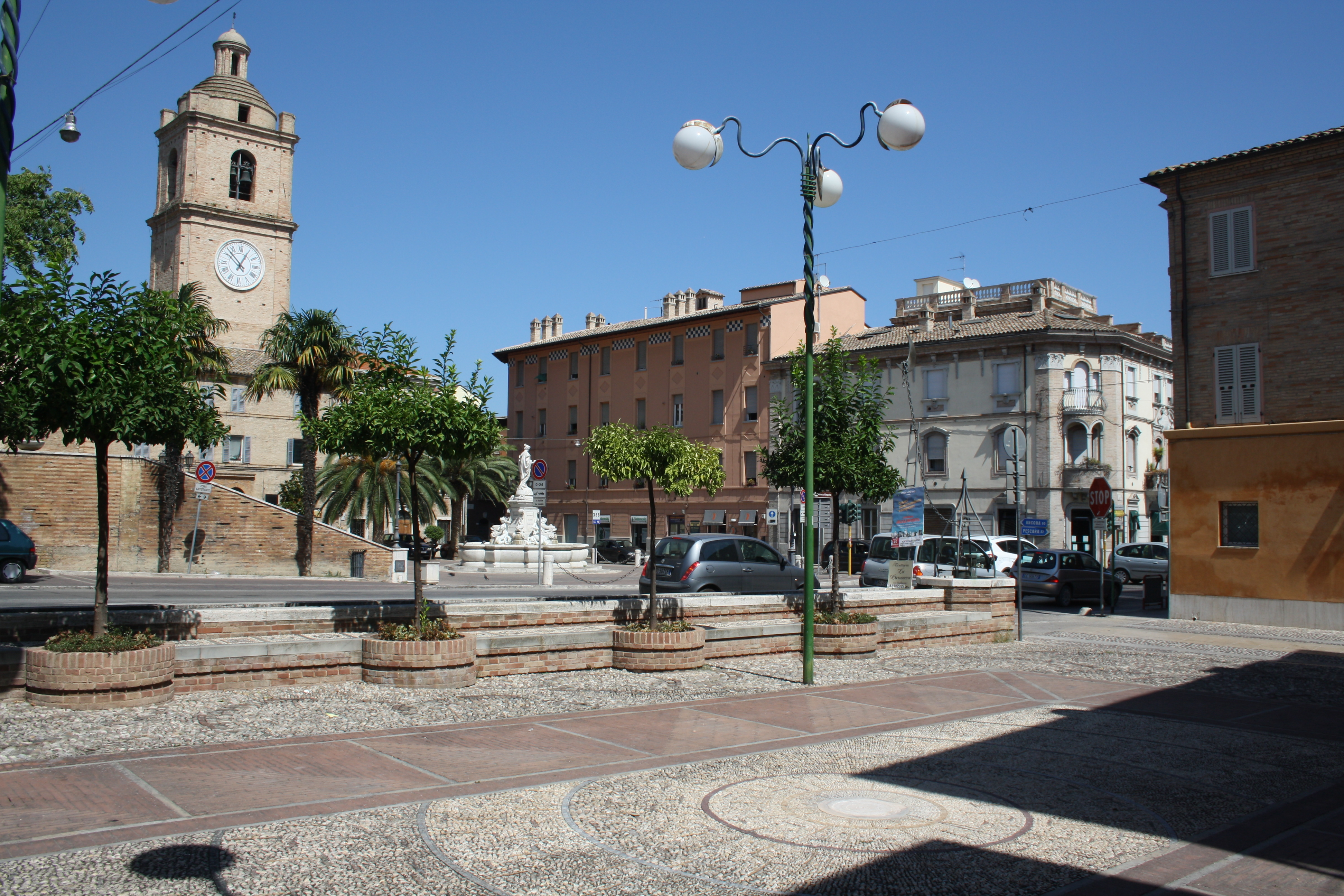
Centrum van Porto San Giorgio

Porto San Giorgio is een gemeente in de Italiaanse provincie Fermo (regio Marche) en telt 16.137 inwoners (31-12-2004). De oppervlakte bedraagt 8,6 km², de bevolkingsdichtheid is 1876 inwoners per km².

## Demografie
Porto San Giorgio telt ongeveer 6255 huishoudens. Het aantal inwoners steeg in de periode 1991-2001 met 0,1% volgens cijfers uit de tienjaarlijkse volkstellingen van ISTAT.
| Jaar | Inwoneraantal |
| ---- | ------------- |
| 1991 | 15.853        |
| 2001 | 15.869        |

## Geografie
Porto San Giorgio grenst aan de volgende gemeenten: Fermo.

## Geboren
- Tommaso Salvadori (1835-1923), zoöloog